# Marshallov plan
Marshallov plan, službeno nazvan Plan europske obnove, je bio službeni plan SAD-a o obnovi poslijeratne Europe i suzbijanju utjecaja komunizma nakon Drugog svjetskog rata. Zadatak o izradi plana dobio je George Marshall i njegovi kolege iz Državnog tajništva, a ponajviše su uz Marshalla doprinijeli William L. Clayton i George F. Kennan.
Plan obnove je napravljen na sastanku između država sudionica plana 12. srpnja 1947. Marshallov plan nudio je takvu vrstu pomoći i Sovjetskom Savezu i njegovim saveznicima, no samo ako bio oni napravili političke reforme i prihvatili neke vanjske kontrole. Plan je djelovao 4 godine počevši u srpnju 1947. U tom periodu nekih 13 milijardi američkih dolara ekonomske i tehničke pomoći je poslano europskim zemljama koje su postale članice OECD-a.
Do perioda kada je plan došao do točke svog kompletiranja, ekonomija svake države sudionice, osim Njemačke, porasla je u odnosu na onu prijeratnu. Tijekom sljedeća 2 desetljeća, skoro sve države Zapadne Europe uživale su u svome rastu i poboljšanju životnih uvjeta. Marshallov plan se dugo smatrao jednim od prvih procesa Europske integracije. Jedina njegova posljedica je znatna amerikanizacija ekonomije i tehnike u Europi i načina upravljanja njima.

## Države sudionice plana i njihovi dobici
| Država                 | 1948./49. (milijuna $) | 1949./50. (milijuna $) | 1950./51. (milijuna $) | Ukupno (milijuna $) |
| ---------------------- | ---------------------- | ---------------------- | ---------------------- | ------------------- |
| Austrija               | 232                    | 166                    | 70                     | 488                 |
| Belgija i Luksemburg   | 195                    | 222                    | 360                    | 777                 |
| Danska                 | 103                    | 87                     | 195                    | 385                 |
| Francuska              | 1,085                  | 691                    | 520                    | 2,296               |
| Grčka                  | 175                    | 156                    | 45                     | 366                 |
| Island                 | 6                      | 22                     | 15                     | 43                  |
| Irska                  | 88                     | 45                     | —                      | 133                 |
| Italija i Trst         | 594                    | 405                    | 205                    | 1,204               |
| Nizozemska             | 471                    | 302                    | 355                    | 1,128               |
| Norveška               | 82                     | 90                     | 200                    | 372                 |
| Njemačka               | 510                    | 438                    | 500                    | 1,448               |
| Portugal               | —                      | —                      | 70                     | 70                  |
| Švedska                | 39                     | 48                     | 260                    | 347                 |
| Švicarska              | —                      | —                      | 250                    | 250                 |
| Turska                 | 28                     | 59                     | 50                     | 137                 |
| Ujedinjeno Kraljevstvo | 1,316                  | 921                    | 1,060                  | 3,297               |